# El Popola Ĉinio
El Popola Ĉinio (у пер. з есп. З народного Китаю) — газета мовою есперанто. Змістовне та добре ілюстроване видання. Оцінюється читачами як «найкрасивіше видання в Есперантиді».
Перший номер: травень 1950 року.
Розповсюдження: більше 150
У 2000 року електрона версія «El Popola Ĉinio» замінила паперову. Зберігаючи характерні риси паперового видання, вона продовжує знайомити читачів з Китаєм, його політикою, економікою, освітою, медициною, спортом, туризмом, археологією, традиційною культурою, життям народу, наукою, технікою тощо. Окрім того, вона має спеціальні теми, такі як, наприклад, «національні меншини Китаю», «Тибет», «Всесвітні конгреси есперанто», «Світова культурна спадщина в Китаї» та інші.